# Matteo Trevisan
Matteo Trevisan (* 13. August 1989 in Florenz) ist ein italienischer Tennisspieler. Seine Schwester Martina ist ebenfalls Tennisprofi.

## Karriere
Trevisans größter Erfolg auf der Junior Tour war der Erfolg beim Doppel-Juniorenwettbewerb in Wimbledon im Jahr 2007, als er sich mit Daniel Alejandro López gegen Roman Jebavý und Martin Kližan durchsetzte.
Trevisan spielt bei den Profis hauptsächlich auf der ITF Future Tour und der ATP Challenger Tour. Auf der Future Tour gelangen ihm im Einzel bislang sieben Titel, im Doppel fünf. Außerdem schaffte er 2010 beim Challenger-Turnier in Trani seinen ersten Titel in dieser Kategorie im Doppel zu gewinnen. Er setzte sich mit Thomas Fabbiano gegen Daniele Bracciali und Filippo Volandri durch.
2015 kam er in Umag bei den Konzum Croatia Open Umag zu seinem Debüt auf der ATP World Tour. Nach überstandener Qualifikation unterlag er seinem Landsmann Paolo Lorenzi mit 6:1, 2:6, 5:7.

## Erfolge
| Legende (Anzahl der Siege)  |
| Grand Slam                  |
| ATP World Tour Finals       |
| ATP World Tour Masters 1000 |
| ATP World Tour 500          |
| ATP World Tour 250          |
| ATP Challenger Tour (1)     |

### Doppel

#### Turniersiege
| Nr. | Datum           | Turnier | Belag | Partner         | Finalgegner                        | Ergebnis |
| --- | --------------- | ------- | ----- | --------------- | ---------------------------------- | -------- |
| 1.  | 15. August 2010 | Trani   | Sand  | Thomas Fabbiano | Daniele Bracciali Filippo Volandri | 6:2, 7:5 |